# Dummerstorf
Dummerstorf ist eine amtsfreie Gemeinde im Landkreis Rostock in Mecklenburg-Vorpommern (Deutschland). Sie bildet für ihre Umgebung ein Grundzentrum.

## Geografie

### Geografische Lage
Die Gemeinde Dummerstorf liegt etwa zehn Kilometer südöstlich von Rostock, auf einer Grundmoräne zwischen den Warnow-Zuflüssen Kösterbeck und Zarnow. Entlang dieser drei Wasserläufe sind weite Strecken als Naturschutzgebiet ausgewiesen (Göldenitzer Moor, Naturschutzgebiet Kösterbeck).
Umgeben wird Dummerstorf von den Nachbargemeinden Roggentin und Broderstorf im Norden, Sanitz im Nordosten, Wardow und Laage (Berührungspunkt) im Südosten, Dolgen am See im Süden, Wiendorf und Benitz im Südwesten, Pölchow im Westen sowie Papendorf und Rostock im Nordwesten.

### Gemeindegliederung
Die Gemeinde hat 28 Ortsteile:
|                                                                |                                                                                     |                                                                                        |                                                                 |                                           |
| - Bandelstorf - Beselin - Damm - Dishley - Dummerstorf - Godow | - Göldenitz - Griebnitz - Groß Potrems - Groß Viegeln - Hohen Schwarfs - Kavelstorf | - Kessin - Klein Potrems - Klein Schwarfs - Klein Viegeln - Klingendorf - Lieblingshof | - Niex - Pankelow - Petschow - Prisannewitz - Reez - Scharstorf | - Schlage - Waldeck - Wendorf - Wolfsberg |

## Geschichte

### Dummerstorf
Dummerstorf wurde erstmals 1360 als Siedlung urkundlich erwähnt. Der ursprüngliche Name der Siedlung Domamerstorp ist wendischen Ursprungs und bedeutet Ort des Domamer, also von jemandem, der von Hause aus Ruhm hat.
Die Familie von Preen war bis ins 19. Jahrhundert eine der reichsten Familien des Landadels in Mecklenburg, zu ihren Gütern gehörte auch Dummerstorf. Um die Jahrhundertwende des 18./19. Jahrhunderts ließen sie entlang der heutigen Alten Dorfstraße für die leibeigenen Bauern zahlreiche Katen sowie ein Schulgebäude errichten. Das um 1730 errichtete Gutshaus in Dummerstorf ließen sie um 1800 umbauen. Ende des 19. Jahrhunderts verschlechterte sich die wirtschaftliche Lage der Familie. Der letzte Besitzer des Gutes, Georg von Prehn (1863–1911), verheiratet mit Karoline von Lücken-Godenswege, verkaufte nach dem frühen Tod seines einzigen Sohnes 1906 nachfolgend die Besitztümer in Dummerstorf und erwarb dafür Gut Klein Dratow. Käufer von Gut Dummerstorf wurde der Deutsch-Amerikaner Enrique Gildemeister. Er investierte in die Gutsanlagen; musste dann Mitte der 1930er Jahre u. a. wegen seiner Staatsangehörigkeit zwangsverkaufen, an die Reichsumsiedlungsgesellschaft. Ab 1939 übernahm der Fiskus die Gebäude, die als Mustergut in das in diesem Jahr gegründeten Institut für Tierzuchtforschung der Kaiser-Wilhelm-Gesellschaft einbezogen wurden.
Von 1952 bis 1994 gehörte Dummerstorf zum Kreis Rostock-Land (bis 1990 im DDR-Bezirk Rostock, danach im Land Mecklenburg-Vorpommern). 1994 wurde die Gemeinde in den Landkreis Bad Doberan eingegliedert. Seit der Kreisgebietsreform 2011 liegt Dummerstorf im Landkreis Rostock.
Die Gemeinde war von 1996 bis 2009 Sitz des Amtes Warnow-Ost. Nach dessen Auflösung am 7. Juni 2009 entstand Dummerstorf als amtsfreie Gemeinde durch den freiwilligen Zusammenschluss der ehemaligen Gemeinden Damm, Dummerstorf, Kavelstorf, Kessin, Lieblingshof und Prisannewitz.

### Ortsteile

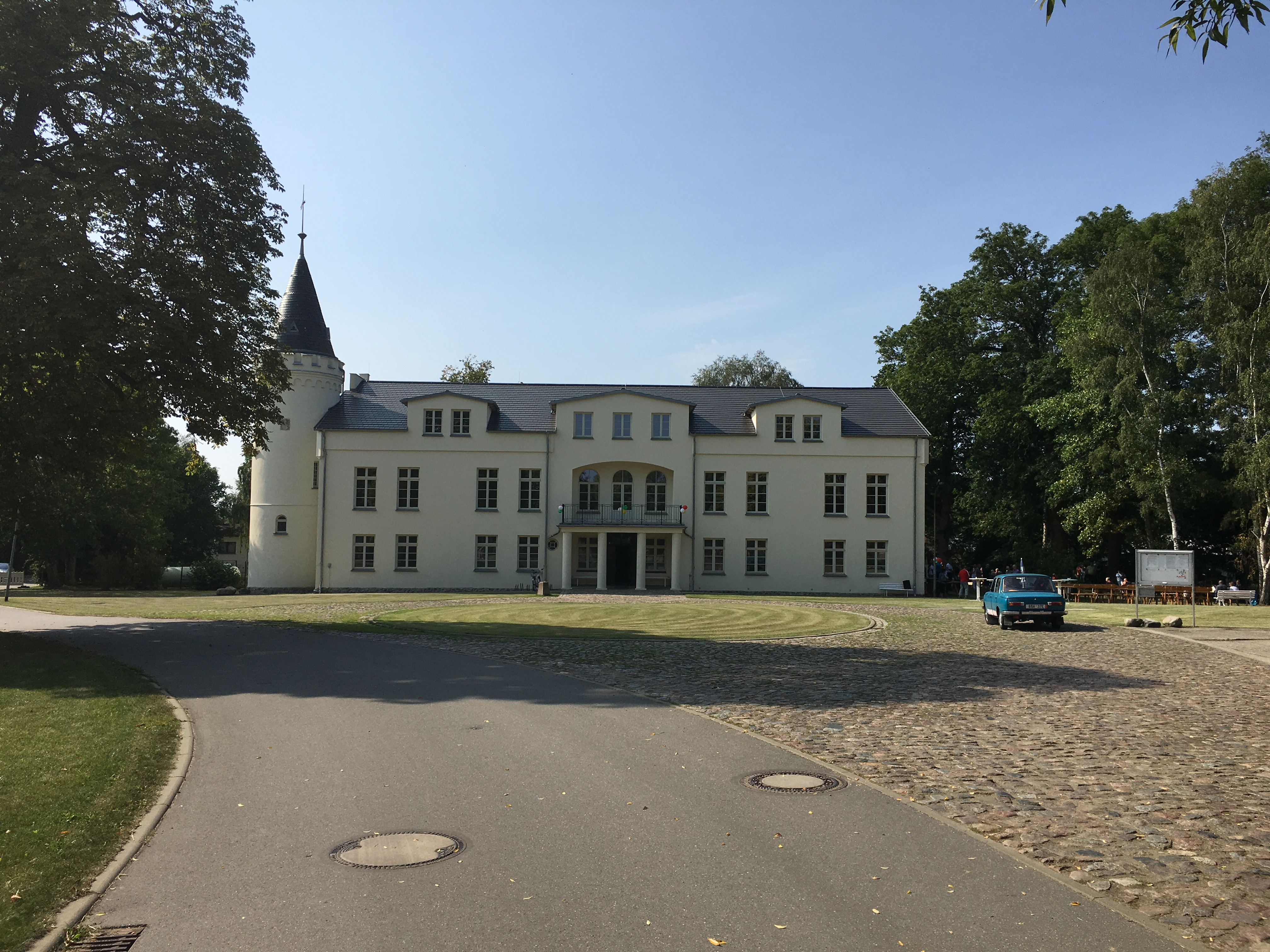
Gutshaus Bandelstorf

Bandelstorf wurde 1339 als Stammsitz der Ritterfamilie von Prehn, auch von Preen, genannt. Seit 1827 war das Gut im Besitz der Familie Schlettwein und ab 1908 des Eilert von Voß, 1911 bis 1945 der Familie Rimpau. Bei Restaurierungsarbeiten 1996 wurden im Erdgeschoss des Gutshauses Fundamente und Mauerreste, Lehm- und Strohbauteile sowie Fußbodenziegel gefunden, die mindestens aus dem frühen 18. Jahrhundert stammen. Vermutlich gab es zuvor eine größere Hof- oder Burganlage als Sitz der Familie Prehn.

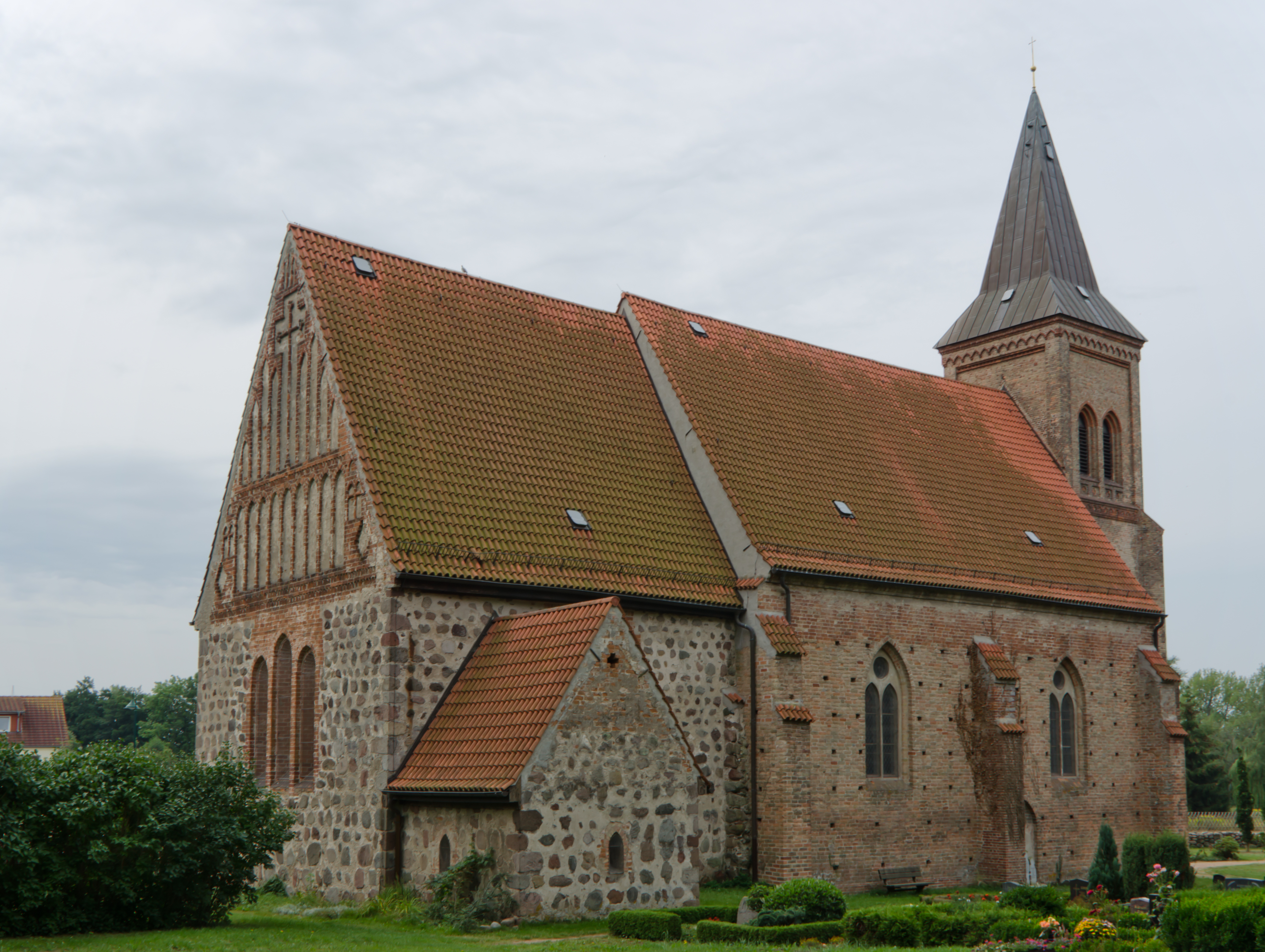
St.-Godehard-Kirche Kessin

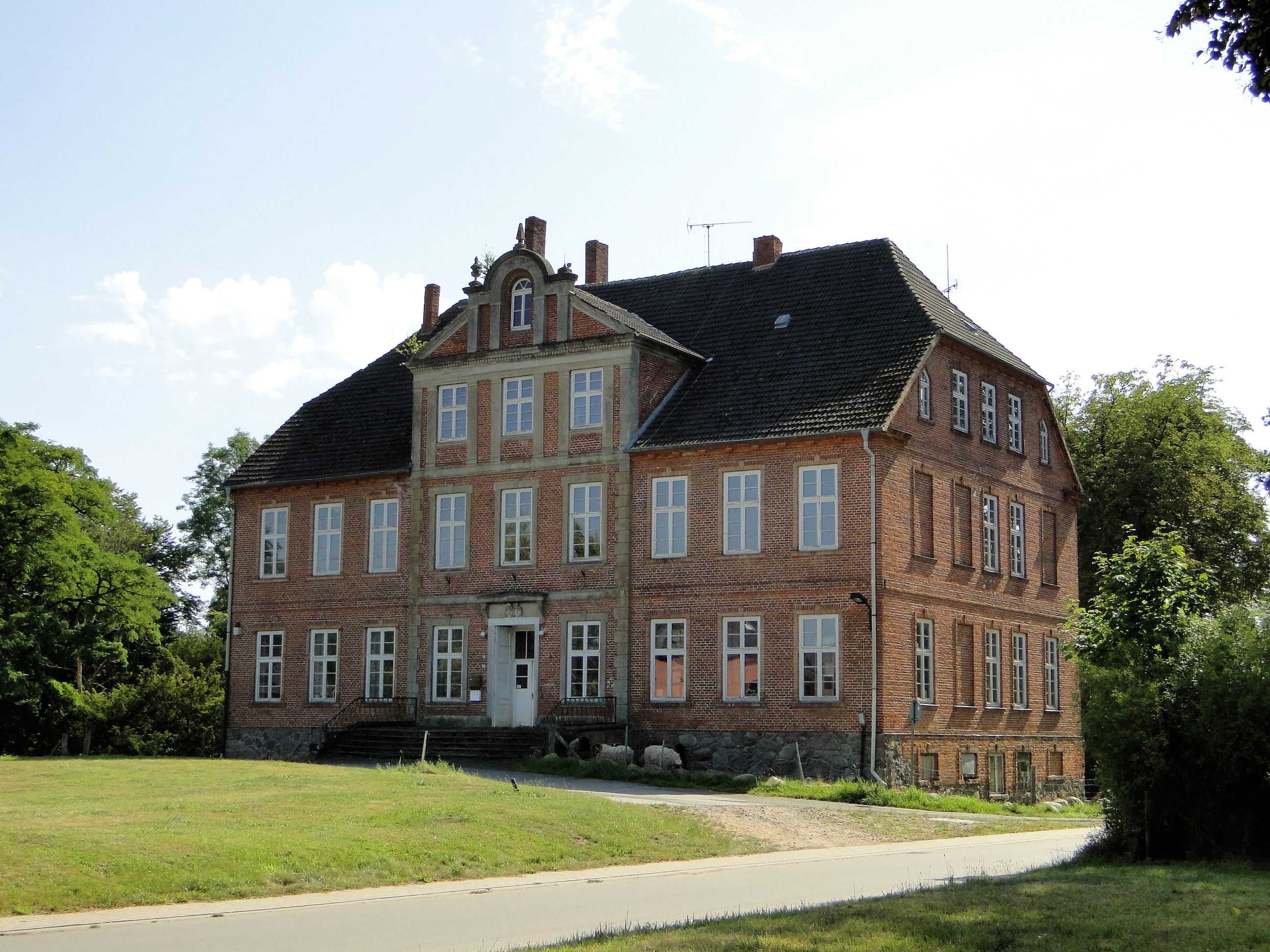
Gutshaus Reez

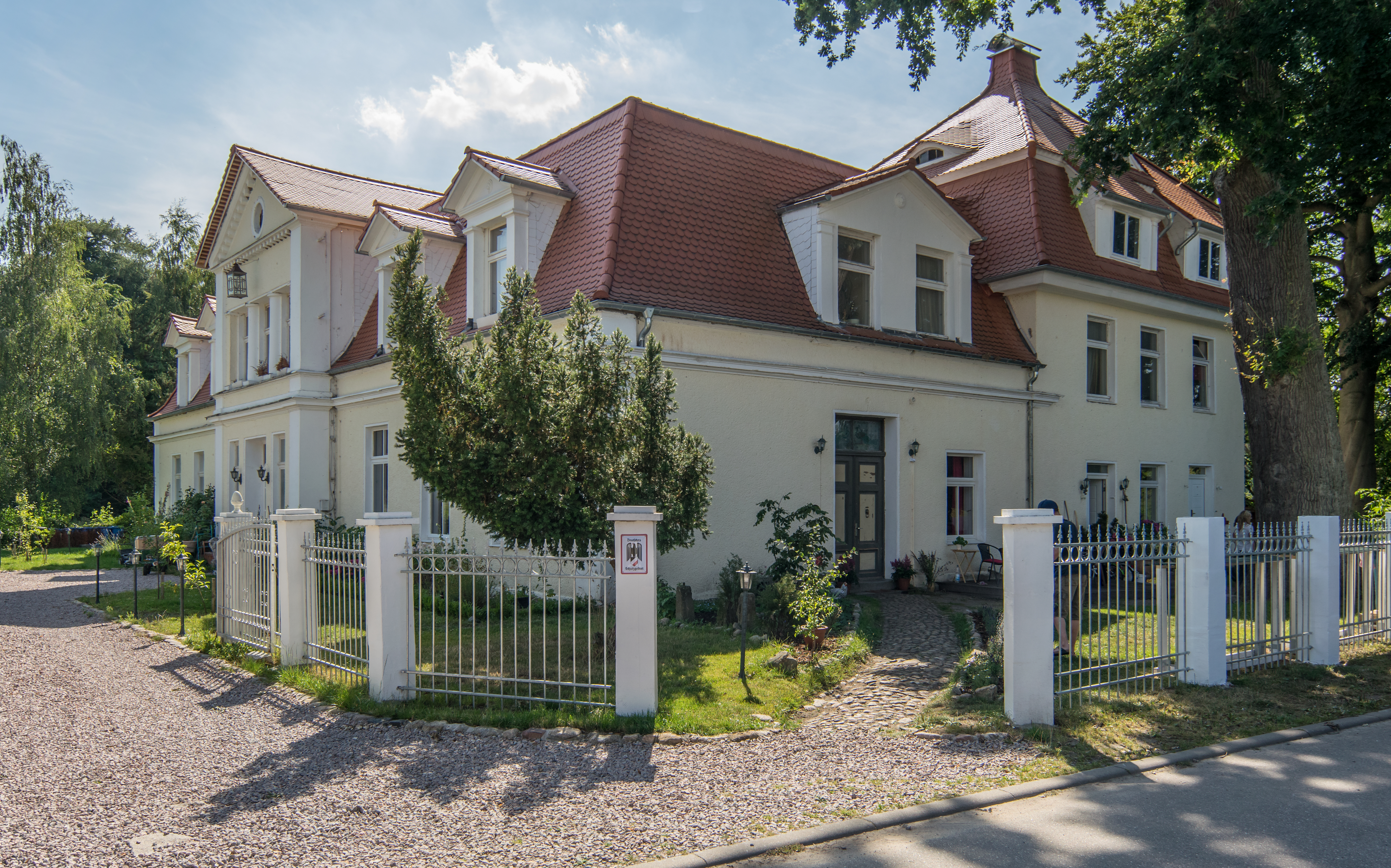
Gutshaus Scharstorf

Damm wurde als Villa Damme = Ort am Flussdamm 1227 erstmals erwähnt und ab 1277 als Damm bezeichnet. 1880 wurde in Damm eine Dorfschule gebaut, 1927 der Ort an das Elektrizitätsnetz angeschlossen und 1969 das Trinkwassernetz fertiggestellt. 1946 wurde die VdgB gegründet und um 1949 die Freiwillige Feuerwehr Damm–Reez. Die LPG „Neues Deutschland Damm“ entstand 1953.
Dishley: „Mit Genehmigung des Großherzogs ist die von dem Eigentümer Schlettwein auf Bandelstorf neu angelegte Meierei auf der zu solchem Gute gehörenden Dorf-Feldmark Klein Schwarfs der Name Dischley beigelegt worden. Schwerin, 20. Nov. 1828“ Hintergrund war der Besuch des Großvaters Johann August Schlettwein auf dem englischen Landsitz Dishley Grange des Agrarreformers Robert Bakewell.
Kavelstorf: Die romanisch/gotische Dorfkirche Kavelstorf, überwiegend aus Feldstein, stammt aus der Mitte des 13. Jahrhunderts.
Kessin wurde als Goderac in Urkunden aus dem 12. Jahrhundert erwähnt und in Godehardsdorf umbenannt. Den Namen Kessin nach der Burg Kessin erhielt der Ort etwas später. Die romanisch/gotische St.-Godehard-Kirche als Feldsteinkirche stammt von 1269 (Chor) und von um 1360 (Langhaus aus Backstein). Gutsbesitzer waren u. a. die Familien Quast (1305–1350), Kröpelin (bis 1496), Kerkhoff (bis 1601), Friedrich Hein (bis 1620), die Stadt Rostock (bis 1684), das Kloster Ribnitz (bis 1781) und dann wieder die Stadt Rostock.
Petschow: Das Gut Petschow war u. a. im Besitz der Familien von Moltke, von Petersdorf, von Walsleben und Grüttner; es wurde nach 1927 aufgesiedelt.
Reez wurde 1283 erstmals erwähnt. Das Gut war im Besitz u. a. der Familien von Preen (bis 1576), von Bülow (bis 1608), von Reventlow (bis 1684), von Vietinghoff (bis 1744), von Flotow (bis 1803), von Müller (bis 1817), von Bassewitz (bis 1838) und von Plessen (bis 1945). Das Gutshaus stammt von 1840. Nach 1945 wurde es Kommandantur der Roten Armee, dann für Wohnungen und eine Gaststätte genutzt. Seit etwa 2006 besteht eine Reitanlage auf dem Gut, das Gutshaus steht leer.
Scharstorf ist ein Gutsdorf. Das Gut war u. a. im Besitz der Familien Pätow (bis 1799), Wendhausen (1804–1836), Hillmann / zu Rantzau (1836–1909) und Sellschopp (bis 1938). Das sanierte Gutshaus stammt aus dem 19. Jahrhundert.

### Eingemeindungen
| Ehemalige Gemeinde | Datum            | Anmerkung                         |
| ------------------ | ---------------- | --------------------------------- |
| Bandelstorf        | 10. Oktober 1965 |                                   |
| Beselin            | 1. Juli 1950     | Eingemeindung nach Hohen Schwarfs |
| Damm               | 7. Juni 2009     |                                   |
| Göldenitz          |                  |                                   |
| Griebnitz          | 1. Juli 1950     | Eingemeindung nach Kavelstorf     |
| Groß Potrems       | 1. Januar 1974   | Eingemeindung nach Prisannewitz   |
| Hohen-Schwarfs     | 1. April 1959    | Eingemeindung nach Kessin         |
| Kavelstorf         | 7. Juni 2009     |                                   |
| Kessin             | 7. Juni 2009     |                                   |
| Klingendorf        | 1. Januar 1957   | Eingemeindung nach Kavelstorf     |
| Lieblingshof       | 7. Juni 2009     |                                   |
| Niex               | 1. Januar 1957   | Eingemeindung nach Kavelstorf     |
| Petschow           | 10. Oktober 1965 | Eingemeindung nach Lieblingshof   |
| Prisannewitz       | 7. Juni 2009     |                                   |
| Reez               | 1. Juli 1950     | Eingemeindung nach Damm           |
| Scharstorf         | 1. Juli 1950     | Eingemeindung nach Prisannewitz   |
| Schlage            | 1. Januar 1974   |                                   |

## Bevölkerung
| Jahr | Einwohner |
| ---- | --------- |
| 1990 | 2444      |
| 1995 | 2453      |
| 2000 | 2584      |
| 2005 | 2680      |
| 2010 | 7231      |
| 2015 | 7316      |

| Jahr | Einwohner |
| ---- | --------- |
| 2020 | 7427      |
| 2021 | 7532      |
| 2022 | 7624      |
| 2023 | 7672      |

Stand: 31. Dezember des jeweiligen Jahres
Der starke Anstieg der Einwohnerzahl 2010 ist auf die Eingemeindung von fünf Orten im Jahr 2009 zurückzuführen.

## Politik

### Gemeindevertretung
Die Gemeindevertretung von Dummerstorf besteht entsprechend der Einwohnerzahl der Stadt aus 21 Mitgliedern. Die Kommunalwahl am 9. Juni 2024 führte bei einer Wahlbeteiligung von 69,3 % zu folgendem Ergebnis:
| Partei / Wählergruppe                                                                             | Stimmenanteil 2019 | Sitze 2019 |  | Stimmenanteil 2024 | Sitze 2024 |
| ------------------------------------------------------------------------------------------------- | ------------------ | ---------- |  | ------------------ | ---------- |
| CDU                                                                                               | 49,6 %             | 10         |  | 41,4 %             | 9          |
| AfD                                                                                               | –                  | –          |  | 18,0 %             | 4          |
| Unabhängige Bürger Gemeinde Dummerstorf (UBG)                                                     | –                  | –          |  | 11,3 %             | 2          |
| SPD                                                                                               | 11,1 %             | 2          |  | 07,8 %             | 2          |
| Wählergemeinschaft „Miteinander leben“                                                            | 12,1 %             | 2          |  | 06,6 %             | 2          |
| Die Linke                                                                                         | 12,8 %             | 3          |  | 06,3 %             | 1          |
| Bürgernahe Wählergemeinschaft Prisannewitz, Groß Potrems, Scharstorf, Wendorf, Klingendorf (PPSW) | 09,2 %             | 2          |  | 05,7 %             | 1          |
| Einzelbewerber Norman Buse                                                                        | –                  | –          |  | 01,0 %             | –          |
| Einzelbewerber Ralf Nehls                                                                         | –                  | –          |  | 01,0 %             | –          |
| Einzelbewerber Jens Marquardt                                                                     | –                  | –          |  | 00,9 %             | –          |
| Zwei Einzelbewerber                                                                               | 05,1 %             | 2          |  | –                  | –          |
| Insgesamt                                                                                         | 100 %              | 21         |  | 100 %              | 21         |

### Bürgermeister
- 2009–2023: Axel Wiechmann (CDU)[17]
- seit 2023: Jürgen Sprank (CDU)

Sprank wurde in der Bürgermeisterwahl am 17. September 2023 mit 55,0 % der gültigen Stimmen für eine Amtszeit von sieben Jahren gewählt.

### Wappen
Das Wappen der Gemeinde wurde am 25. Juni 2020 vom Innenminister des Landes Mecklenburg-Vorpommern genehmigt. Blasonierung: „In Silber sechs rote von drei Ankerhölzern und einem Querriegel gehaltene, mit Abstand im Bogen angeordnete Palisaden.“

### Flagge
Die Flagge der Gemeinde Dummerstorf ist längs gestreift von Rot, Weiß und Rot. Die roten Streifen nehmen je ein Sechstel, der weiße Streifen nimmt zwei Drittel der Höhe des Flaggentuchs ein. In der Mitte des weißen Streifens liegt die Figur des Gemeindewappens: sechs rote von drei Ankerhölzern und einem Querriegel gehaltene, mit Abstand im Bogen angeordnete Palisaden.

## Sehenswürdigkeiten und Kultur

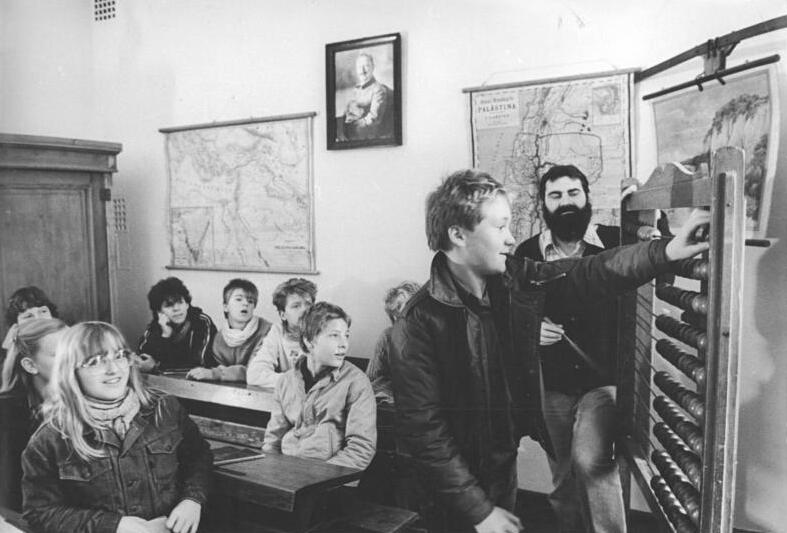
Landschulmuseum Göldenitz (1984)

- Dorfkirche Kavelstorf (spätromanisch) aus dem 13. Jahrhundert, Autobahnkirche
- St.-Godehard-Kirche Kessin
- Dorfkirche Petschow
- Kapelle in Reez, Konzertkapelle seit 2013
- Gutshofanlage Bandelstorf mit denkmalgeschütztem Wiegehaus und Parkanlage
- Schafstall und Hofanlage Dishley (historische Papier- und Druckwerkstatt)
- Gutshaus Dummerstorf
- Kornspeicher Dummerstorf
- Dummerstorfer Mühle von 1852 mit der Gaststätte Mühlenstube
- Miniland Mecklenburg-Vorpommern, Modell- und Landschaftspark in Göldenitz
- Landschulmuseum Göldenitz in einem 1880 erbauten Schulhaus
- Gutshaus Groß Potrems (spätklassizistisch) von 1871/1891
- Gutshaus Reez von 1840 und Schmiede
- Eselhof Schlage von nach 1998

## Wirtschaft und Infrastruktur
In Dummerstorf befindet sich die Justizvollzugsanstalt Waldeck. Weiterhin ist die Beweissicherungs- und Festnahmeeinheit (BFE) der Landespolizei Mecklenburg-Vorpommern hier stationiert.

### Wirtschaft
Dummerstorf ist landwirtschaftlich geprägt. Neben der Landwirtschaft ist die Pferdezucht und -haltung ein lokaler Schwerpunkt. Handwerksbetriebe sowie andere kleine und mittlere Unternehmen haben sich vor allem in den autobahnnahen Gewerbegebieten angesiedelt. Dazu zählen H&F Industrie Data, Hansa Holz, Hanse Beteiligungs GmbH & Co. Ladenbau KG, ALBA Baustoffrecycling Nord, 'FM Kabel- und Fernmelde-Montage, Heidelberg Cement und Thomas-Beton.
Dummerstorf ist Sitz des Forschungsinstituts für Nutztierbiologie.

### Verkehr
Durch die Gemeinde verlaufen die Landesstraßen L 39 (bis Ende 2015 B 103) zwischen Rostock und Laage sowie die L 191 zwischen Kavelstorf und Sanitz.
Dummerstorf liegt unmittelbar am Autobahnkreuz Rostock und ist über drei Anschlussstellen erreichbar: Kessin und Kavelstorf an der A 19 (Rostock–Berlin) und Dummerstorf an der A 20 (Rostock–Dreieck Uckermark).
Die Haltepunkte Kavelstorf und Scharstorf liegen an der Bahnstrecke Neustrelitz–Warnemünde. Hier halten Züge der Linie S3 der S-Bahn Rostock zwischen Rostock und Güstrow. Montags bis freitags verkehrt die Linie im Stundentakt.
Dummerstorf liegt im Tarif- und Versorgungsgebiet des Verkehrsverbundes Warnow (VVW) und wird im ÖPNV durch Regionalbuslinien der Rebus Regionalbus Rostock bedient.

### Bildung
- Grundschule Dummerstorf
- Regionale Schule Dummerstorf (5. bis 10. Klasse)
- Evangelische Grundschule mit Hort in Kavelstorf

### Sport
Neben sportlichen Aktivitäten in Sportvereinen (wie dem FSV Dummerstorf 47 und dem Sport- und Reitverein Dummerstorf-Rostock) war Dummerstorf mehrfach Austragungsort bedeutender Reitturniere. So fanden von Mitte der 1950er Jahre bis 1999 nationale Turniere nahe dem Forschungsinstitut für die Biologie landwirtschaftlicher Nutztiere statt, die Springprüfungen waren in den 1990er Jahren bis zum Umzug des Turniers im Jahr 2000 nach Redefin unter dem Namen CSI Rostock international ausgeschrieben. Nach zwei nationalen Turnieren 2005 und 2006 im Groß Viegeln (damals noch Gemeinde Damm) werden seit dem Jahr 2013 jährlich im Juli, ebenfalls in Groß Viegeln, wieder internationale Reitturniere im Dummerstorfer Gemeindegebiet ausgetragen. Zudem wurden im Ortsteil Groß Viegeln mehrfach Mecklenburger Championate für vier- bis sechsjährige Spring- bzw. Dressurpferde durchgeführt.

## Persönlichkeiten

### Söhne und Töchter der Gemeinde
- Wilhelm Krüger (1775–1850), Historienmaler, in Hohen Schwarfs geboren
- Philipp August von Amsberg (1788–1871), braunschweigischer Staatsmann, in Kavelstorf geboren
- Carl Wilhelm Wendhausen (1812–1872), Gutsbesitzer, in Scharstorf geboren
- Carl Schlettwein (1830–1897), Gutsbesitzer, in Bandelstorf geboren
- Otto Witte (1903–1997), Pädagoge, in Prisannewitz geboren
- Wolfgang Methling (* 1947), Politiker (PDS, Die Linke), in Kavelstorf geboren

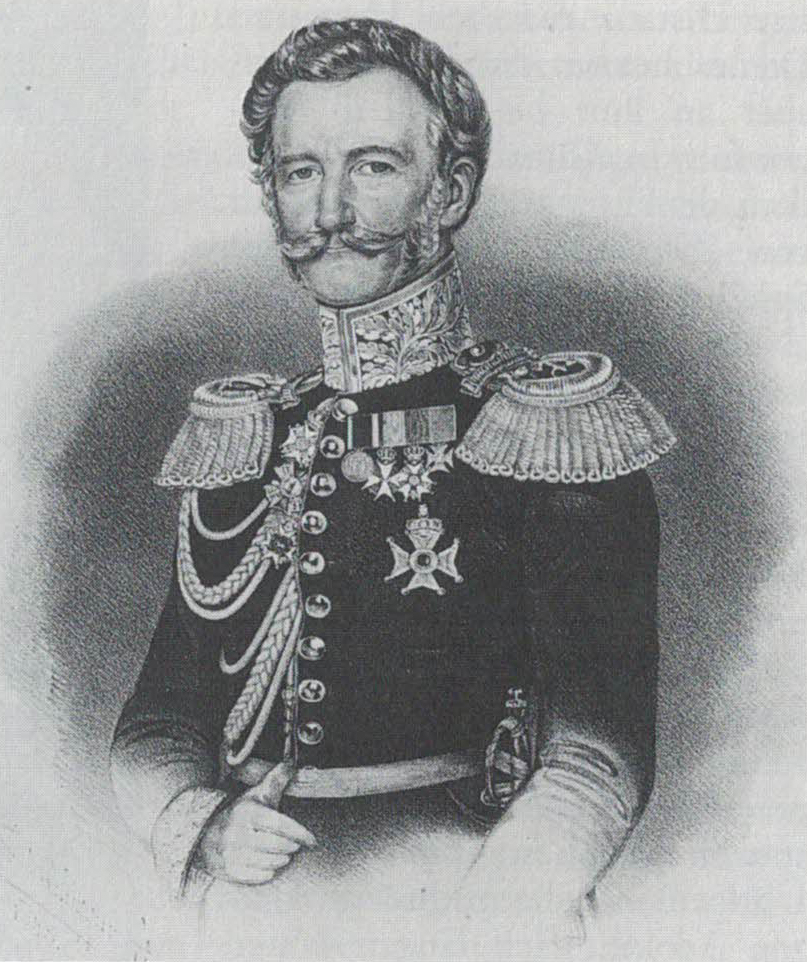
Generalleutnant Friedrich von Preen (1787–1856). Gutsbesitzer in Dummerstorf.

### Mit Dummerstorf verbundene Persönlichkeiten
- Rudolf von Preen (1755–1841), verbrachte seinen Lebensabend in Dummerstorf
- Friedrich Christian Theodor von Preen (1787–1856), Gutsbesitzer in Dummerstorf, Generalleutnant
- Gustav Frölich (1879–1940), Agrarwissenschaftler, Leiter des Instituts für Tierzuchtforschung
- Heinz Pernet (1896–1973), Offizier, lebte zeitweise in Reez
- Wilhelm Stahl (1900–1980), Tierzüchter, Leiter des Instituts für Tierzuchtforschung
- Johannes Erich Flade (1926–2011), Hippologe, Abteilungsleiter am Institut für Tierzuchtforschung
- Franz-Heinrich Beyer (* 1949), Pfarrer in Kavelstorf
- Georg Erhardt (* 1950), Agrarwissenschaftler, Leiter des Forschungsinstituts für die Biologie landwirtschaftlicher Nutztiere
- Manfred Schwerin (* 1950), Biologe, Leiter des Forschungsinstituts für die Biologie landwirtschaftlicher Nutztiere
- Holger Wulschner (* 1963), Springreiter, lebt in Groß Viegeln